# Gephyrota viridipallida
Gephyrota viridipallida är en spindelart som först beskrevs av Schmidt 1956.  Gephyrota viridipallida ingår i släktet Gephyrota och familjen snabblöparspindlar.
Artens utbredningsområde är Kamerun. Inga underarter finns listade i Catalogue of Life.